# Welttag der Meteorologie
Der Welttag der Meteorologie, Internationaler Tag der Meteorologie bzw. Weltwettertag findet jährlich weltweit am 23. März statt und soll an die 1950 in Kraft getretene Konvention der Weltorganisation für Meteorologie (WMO), die ihren Sitz in Genf hat, erinnern. Damals begann eine friedliche Zusammenarbeit zwischen den verschiedensten Nationen, die ohne Beispiel war. Deutschland ist in dieser Organisation seit 1954 durch den Deutschen Wetterdienst (DWD) vertreten, Österreich trat 1957 bei. Man hatte erkannt, dass sich aus weltumspannenden aktuellen Wettermeldungen verlässlichere Wetterprognosen erstellen ließen. So konnten selbst Kriege oder Unterschiede in den Ideologien den Datenaustausch nicht verhindern. Selbst Krisengebiete kooperierten ohne Rücksicht auf „politische Großwetterlagen“.
Die Genfer Institution wählt zum Tag der Meteorologie jedes Jahr spezielle Themen, wie zum Beispiel die Techniken der Wettervorhersage. Im Jahr 2012 beispielsweise lautete das Thema „Das Versorgen unserer Zukunft mit Wetter, Klima und Wasser“. Damit sollte auf die Bedeutung von verlässlichen Wetter- und Klimainformationen für viele wirtschaftliche Bereiche hingewiesen werden. Insbesondere die negativen Auswirkungen von Extremwetterlagen auf Menschenleben und Volkswirtschaften könnten mit besseren Vorhersagen vermindert werden.

## Liste der Themen des Welttags der Meteorologie

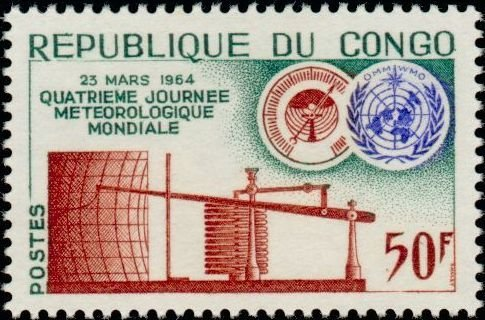
Gedenkmarke aus dem Jahr 1964 der Republik Kongo zum Welttag der Meteorologie

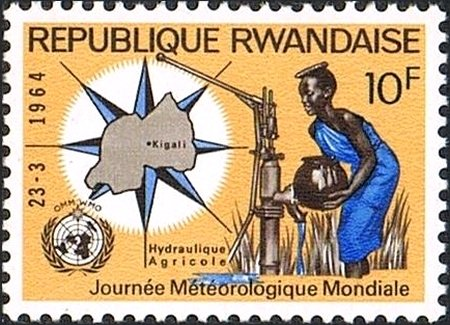
Ruandische Gedenkmarke aus dem Jahr 1964 zum Welttag der Meteorologie.

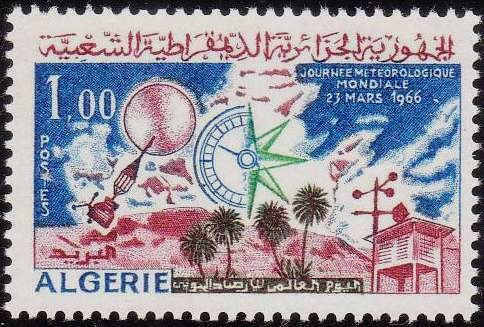
Algerische Gedenkmarke aus dem Jahr 1966 zum Welttag der Meteorologie

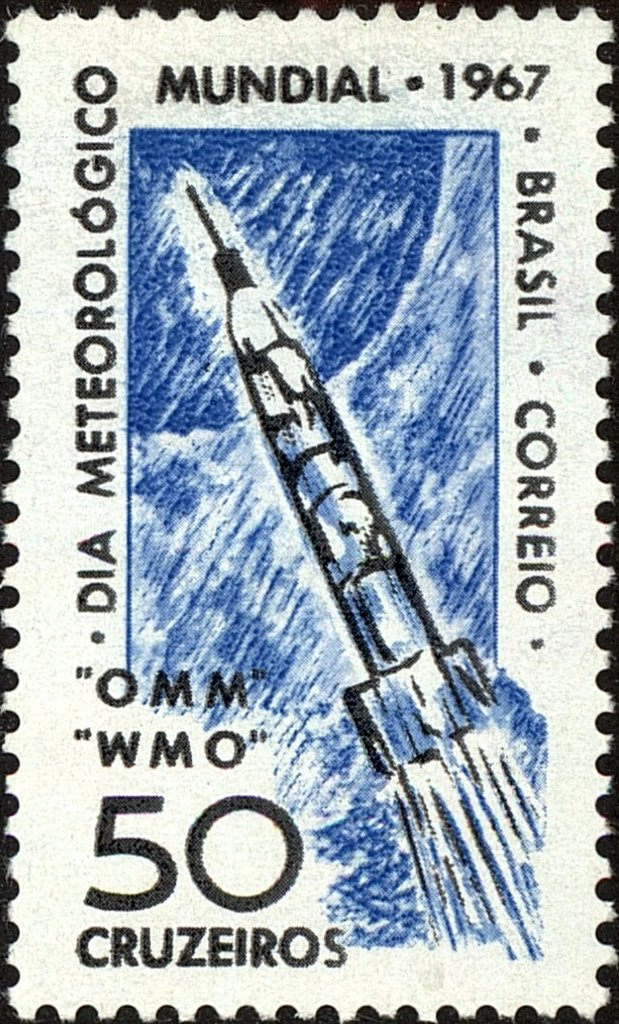
Brasilianische Gedenkmarke aus dem Jahr 1967 zum Welttag der Meteorologie, die eine Höhenforschungsrakete zeigt

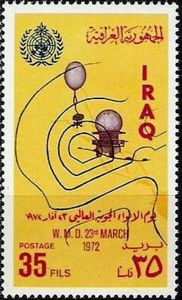
Irakische Briefmarke aus dem Jahr 1972 zum Welttag der Meteorologie, die einen Wetterballon zeigt

Folgende Themen wurden in den einzelnen Jahren für den Welttag der Meteorologie ausgewählt:
- 1961: Meteorology - general themes („Meteorologie - allgemeine Themen“)
- 1962: Contribution of meteorology to agriculture and food production („Beitrag der Meteorologie zur Landwirtschaft und Lebensmittelproduktion“)
- 1963: Transport and meteorology (in particular, application of meteorology to aviation) („Verkehr und Meteorologie (insbesondere Anwendung der Meteorologie auf die Luftfahrt)“)
- 1964: Meteorology as a factor of economic development („Meteorologie als Faktor der wirtschaftlichen Entwicklung“)
- 1965: International cooperation in meteorology („Internationale Zusammenarbeit in der Meteorologie“)
- 1966: World Weather Watch („Welt-Wetter-Wacht“)
- 1967: Weather and water („Wetter und Wasser“)
- 1968: Meteorology and agriculture („Meteorologie und Landwirtschaft“)
- 1969: The economic value of meteorological services („Der wirtschaftliche Wert meteorologischer Dienste“)
- 1970: Meteorological education and training („Meteorologische Aus- und Weiterbildung“)
- 1971: Meteorology and human environment („Meteorologie und menschliche Umwelt“)
- 1972: Meteorology and human environment(„Meteorologie und menschliche Umwelt“)
- 1973: One hundred years of international cooperation in meteorology („Hundert Jahre internationale Zusammenarbeit in der Meteorologie“)
- 1974: Meteorology and tourism („Meteorologie und Tourismus“)
- 1975: Meteorology and telecommunications („Meteorologie und Telekommunikation“)
- 1976: Weather and food („Wetter und Nahrung“)
- 1977: Weather and water („Wetter und Wasser“)
- 1978: Meteorology and research for the future („Meteorologie und Forschung für die Zukunft“)
- 1979: Meteorology and energy („Meteorologie und Energie“)
- 1980: Man and climatic variability („Mensch und Klimavariabilität“)
- 1981: World Weather Watch as a tool for development („World Weather Watch als Instrument für Entwicklung“)
- 1982: Observing the weather from space („Wetterbeobachtung aus dem Weltraum“)
- 1983: The Weather observer („Der Wetterbeobachter“)
- 1984: Meteorology aids food production („Meteorologie unterstützt die Nahrungsmittelproduktion“)
- 1985: Meteorology and public safety („Meteorologie und öffentliche Sicherheit“)
- 1986: Climate variations, drought and desertification („Klimafluktuation, Dürre und Wüstenbildung“)
- 1987: Meteorology: a model of international cooperation („Meteorologie: ein Modell internationaler Zusammenarbeit“)
- 1988: Meteorology and the media („Meteorologie und die Medien“)
- 1989: Meteorology in the service of aviation („Meteorologie im Dienste der Luftfahrt“)
- 1990: Natural disaster reduction: how Meteorological and Hydrological Services can help („Katastrophenschutz: Wie meteorologische und hydrologische Dienste helfen können“)
- 1991: The atmosphere of the living planet Earth („Die Atmosphäre des lebenden Planeten Erde“)
- 1992: Weather and climate services for sustainable development („Wetter- und Klimadienste für nachhaltige Entwicklung“)
- 1993: Meteorology and the transfer of technology („Meteorologie und Technologietransfer“)
- 1994: Observing the weather and climate („Wetter und Klima beobachten“)
- 1995: Public weather services („Öffentliche Wetterdienste“)
- 1996: Meteorology in the service of sports („Meteorologie im Dienste des Sports“)
- 1997: Weather and water in cities („Wetter und Wasser in Städten“)
- 1998: Weather, oceans and human activity („Wetter, Ozeane und menschliche Aktivität“)
- 1999: Weather, climate and health („Wetter, Klima und Gesundheit“)
- 2000: The World Meteorological Organization - 50 years of service („Die Weltorganisation für Meteorologie – 50 Jahre im Dienst“)
- 2001: Volunteers for Weather, Climate and Water („Ehrenamtliche Helfer für Wetter, Klima und Wasser“)
- 2002: Reducing Vulnerability to Weather and Climate Extremes („Verringerung der Anfälligkeit gegenüber Wetter- und Klimaextremen“)
- 2003: Our future climate („Unser zukünftiges Klima“)
- 2004: Weather, climate, water in the information age („Wetter, Klima, Wasser im Informationszeitalter“)
- 2005: Weather, climate, water and sustainable development („Wetter, Klima, Wasser und nachhaltige Entwicklung“)
- 2006: Preventing and mitigating natural disasters („Vorbeugung und Eindämmung von Naturkatastrophen“)
- 2007: Polar meteorology: Understanding global impacts („Polarmeteorologie: Globale Auswirkungen verstehen“)
- 2008: Observing our planet for a better future („Beobachtung unseres Planeten für eine bessere Zukunft“)
- 2009: Weather, climate and the air we breathe („Wetter, Klima und die Luft, die wir atmen“)
- 2010: 60 years of service for your safety and well-being („60 Jahre im Dienste Ihrer Sicherheit und Ihres Wohlbefindens“)
- 2011: Climate for you („Klima für dich“)
- 2012: Powering our future with weather, climate and water („Das Versorgen unserer Zukunft mit Wetter, Klima und Wasser“)
- 2013: Watching the weather to protect life and property: Celebrating 50 years of World Weather Watch („Wetterbeobachtung zum Schutz von Leben und Eigentum: 50 Jahre World Weather Watch“)
- 2014: Weather and Climate: Engaging youth („Wetter und Klima: Junge Menschen einbeziehen“)
- 2015: Climate knowledge for Climate Action („Klimawissen für den Klimaschutz“)
- 2016: Hotter, drier, wetter - Face the future („Heißer, trockener, feuchter – Stellt euch der Zukunft“)
- 2017: Understanding clouds („Wolken verstehen“)
- 2018: Weather-ready, climate-smart („Wetterfest, klimafreundlich“)
- 2019: The Sun, The Earth and the Weather („Die Sonne, die Erde und das Wetter“)
- 2020: Climate and Water („Klima und Wasser“)
- 2021: The ocean, our climate and weather („Der Ozean, unser Klima und Wetter“)
- 2022: Early Warning, Early Action („Frühzeitiges Warnen, frühzeitiges Handeln“)
- 2023: The future of weather, climate and water across generations („Die Zukunft von Wetter, Klima und Wasser über Generationen hinweg“)
- 2024: At the Frontline of Climate Action („An vorderster Front des Klimaschutzes“)
- 2025: Closing the early warning gap together („Gemeinsam die Frühwarnlücke schließen“)